# Bambusa vulgaris
Bambusa vulgaris är en gräsart som beskrevs av Heinrich Adolph Schrader. Bambusa vulgaris ingår i släktet Bambusa och familjen gräs. Inga underarter finns listade i Catalogue of Life.

## Bildgalleri

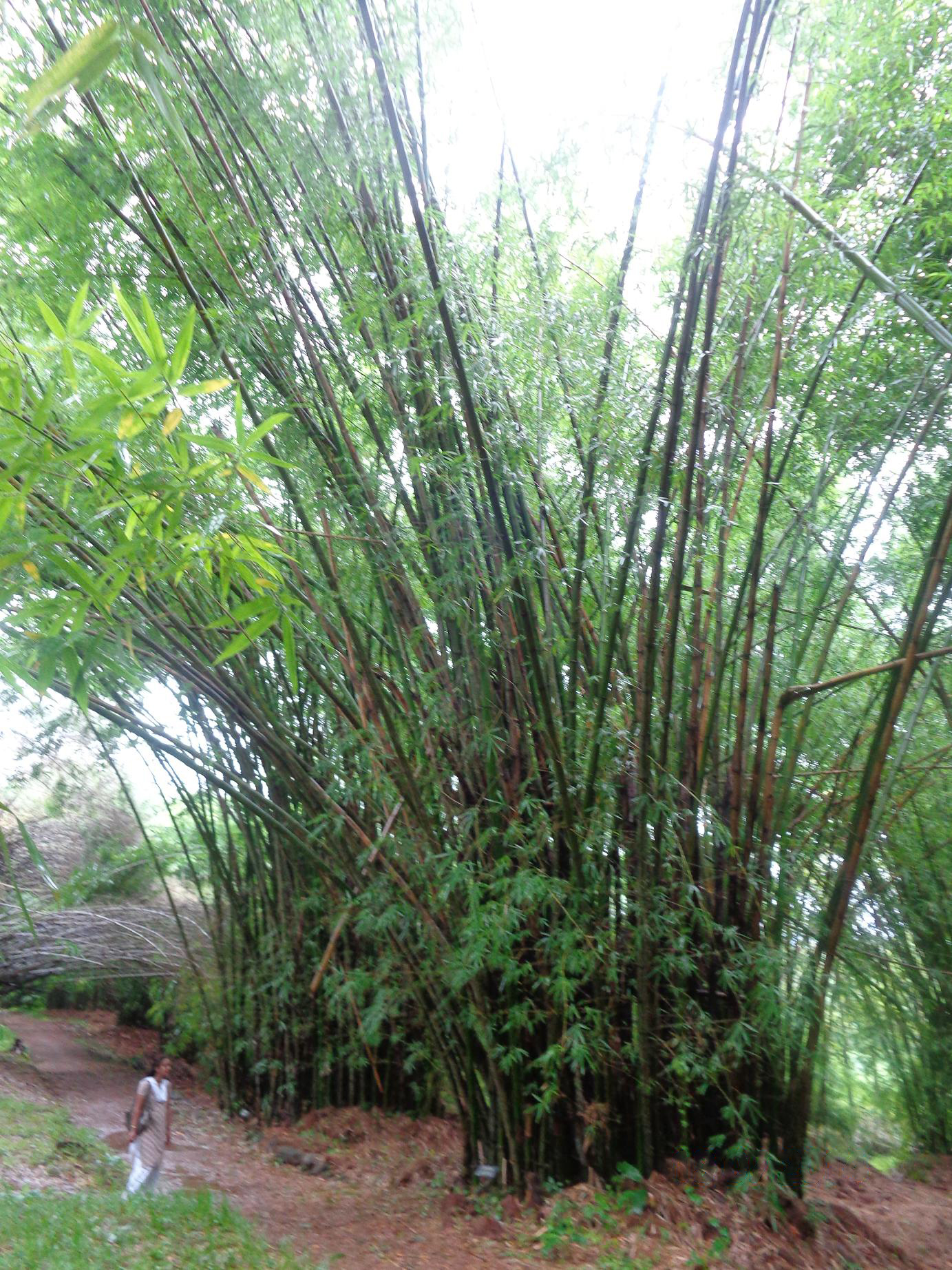
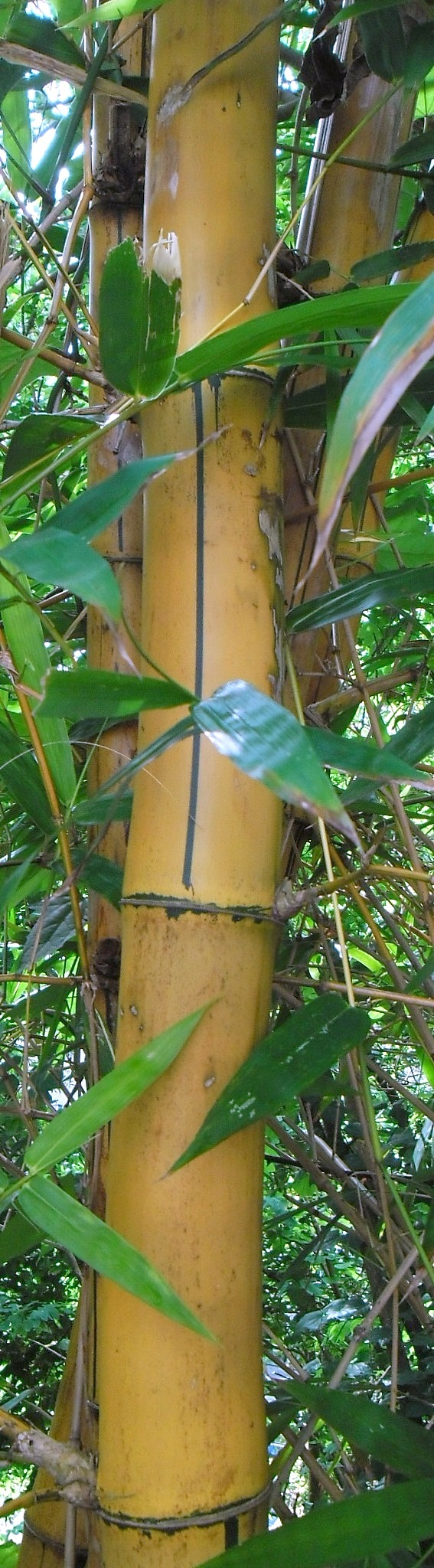